# Luca Meisl
Luca Meisl, né le 4 mars 1999 à Salzbourg en Autriche, est un footballeur autrichien qui évolue au poste de défenseur central à l'Austria Lustenau.

## Biographie

### Débuts professionnels

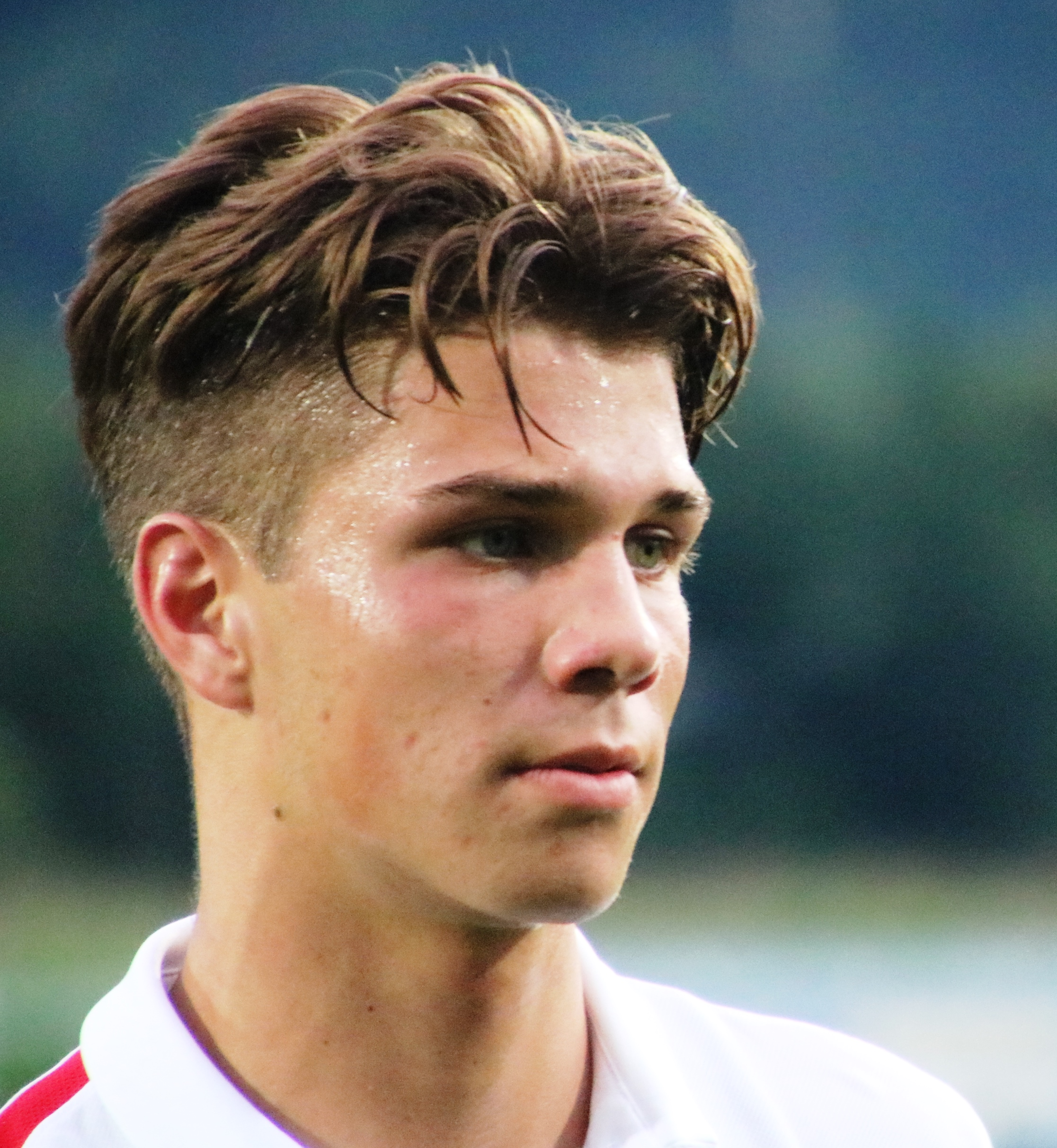
Luca Meisl avec le FC Liefering en 2016.

Né à Salzbourg en Autriche, Luca Meisl est formé par le Red Bull Salzbourg, club de sa ville natale. Il est prêté de 2016 à 2018 au FC Liefering, club partenaire du RB Salzbourg évoluant en deuxième division autrichienne.
En 2017, avec les jeunes du RB Salzbourg, il atteint la finale de l'UEFA Youth League. Son équipe l'emporte face au Benfica Lisbonne.
Le 27 mai 2018, Luca Meisl joue son premier match en première division autrichienne, avec le RB Salzbourg contre le FK Austria Vienne. Il entre en jeu à la place de Duje Ćaleta-Car lors de cette rencontre où son équipe s'incline lourdement (4-0).

### SKN Sankt Pölten
En juillet 2018, Luca Meisl est prêté au SKN Sankt Pölten pour la saison 2018-2019.
Le 24 juin 2019, Meisl est à nouveau prêté au SKN Sankt Pölten, où il évoluera durant la saison 2019-2020.

### SV Ried
En septembre 2020 Luca Meisl rejoint le SV Ried. Il joue son premier match sous ses nouvelles couleurs le 13 septembre 2020, lors de la première journée de la saison 2020-2021, face au WSG Tirol. Il est titularisé lors de cette rencontre qui se solde par la victoire des siens par trois buts à deux.

### Beerschot VA
Le 19 juillet 2022, Lucas Meisl rejoint la Belgique afin de s'engager en faveur du Beerschot VA. Il signe un contrat courant jusqu'en juin 2024 avec une année supplémentaire en option.

### Austria Lustenau
Le 8 janvier 2024, Luca Meisl fait son retour en Autriche en s'engageant en faveur de l'Austria Lustenau. Il signe un contrat courant jusqu'en juin 2025,.

### En sélection
Avec les moins de 16 ans, il inscrit deux buts en 2015, contre la république d'Irlande et le Brésil.
Avec les moins de 17 ans, il participe au championnat d'Europe des moins de 17 ans en 2016. Lors de cette compétition organisée en Azerbaïdjan, il joue quatre matchs. L'Autriche parvient à s'extirper de la phase de groupe, avant de s'incliner en quart de finale face au Portugal.
Il joue ensuite avec les moins de 18 ans de 2016 à 2017, jouant au total six matchs avec cette sélection.
Le 25 mars 2019, Luca Meisl joue son premier match avec l'équipe d'Autriche espoirs, face à l'Espagne. Il entre en jeu en toute fin de rencontre à la place de Dario Maresic, et son équipe s'incline sur le score de trois buts à zéro.

## Palmarès

### En club
Red Bull Salzbourg
- Championnat d'Autriche (1) :
  - Champion : 2017-2018.
- UEFA Youth League (1) :
  - Vainqueur : 2017.